# Факундо Фаріас
Факундо Ернан Фаріас (ісп. Facundo Hernán Farías, нар. 28 серпня 2002, Санта-Фе, Аргентина) — аргентинський футболіст, атакувальний півзахисник клубу МЛС «Інтер» (Маямі).

## Ігрова кар'єра

### Клубна
Факундо Фаріас є вихованцем футбольної академії клубу «Колон» зі свого рідного міста Санта-Фе. 2 листопада 2019 року футболіст дебютував у першій команді в чемпіонаті Аргентини.
У липні 2023 року Фаріас перейшов до клубу МЛС «Інтер» (Маямі), з яким підписав контракт до кінця 2026 року з опцією продовження контракту ще до 2027 або 2028 років. Першу гру у новій команді Факундо провів 23 серпня у матчі Відкритого кубку США.

### Збірна
У жовтні 2023 року Факундо Фаріас отримав виклик до національної збірної Аргентини на матчі відбору до чемпіонату світу 2026 року. Але на поле в тих матчах футболіст не виходив.

## Титули
Колон
- Переможець Кубка Професійної ліги Аргентини: 2021

Інтер (Маямі)
 Переможець Кубка Ліг: 2023